# Федон (певец)
Федон (на турски: Fedon Kalyoncu) е турски певец от гръцки и арменски произход. Изпълнява песни на гръцки и турски език.

## Биография
Федон е роден на 19 август 1946 година в град Истанбул. Баща му е грък а майка му арменка. Неговият дядо е бил убит в битката при Чанаккале.
През 1962 година завършва средното си образование в Зографската гръцка гимназия в Истанбул. В периода между 1962 и 1972 година работи на различни места в сектора на киното. През 1987 година отваря механа „Зорба“.

### Кариера
Федон започва да пее през 1991 година. През същата година издава дебютния си албум „За вас“. По телевизия ТРТ е излъчена първата песен на гръцки език.

## Дискография
- Senin İçin (1991)
- Nerdesin (1994)
- Bir Kadın Var – Bi Tanem (1997)
- Sevdiklerinizle (2000)